# Темницквелль
Темницквелль (нем. Temnitzquell) — община в Германии, в земле Бранденбург.
Входит в состав района Восточный Пригниц-Руппин. Подчиняется управлению Темниц.  Население составляет 811 человек (на 31 декабря 2010 года). Занимает площадь 65,47 км².
| Год  | Население |
| ---- | --------- |
| 2005 | 862       |
| 2010 | 819       |

- Темницквелль
- Темницквелль